# Audi S3

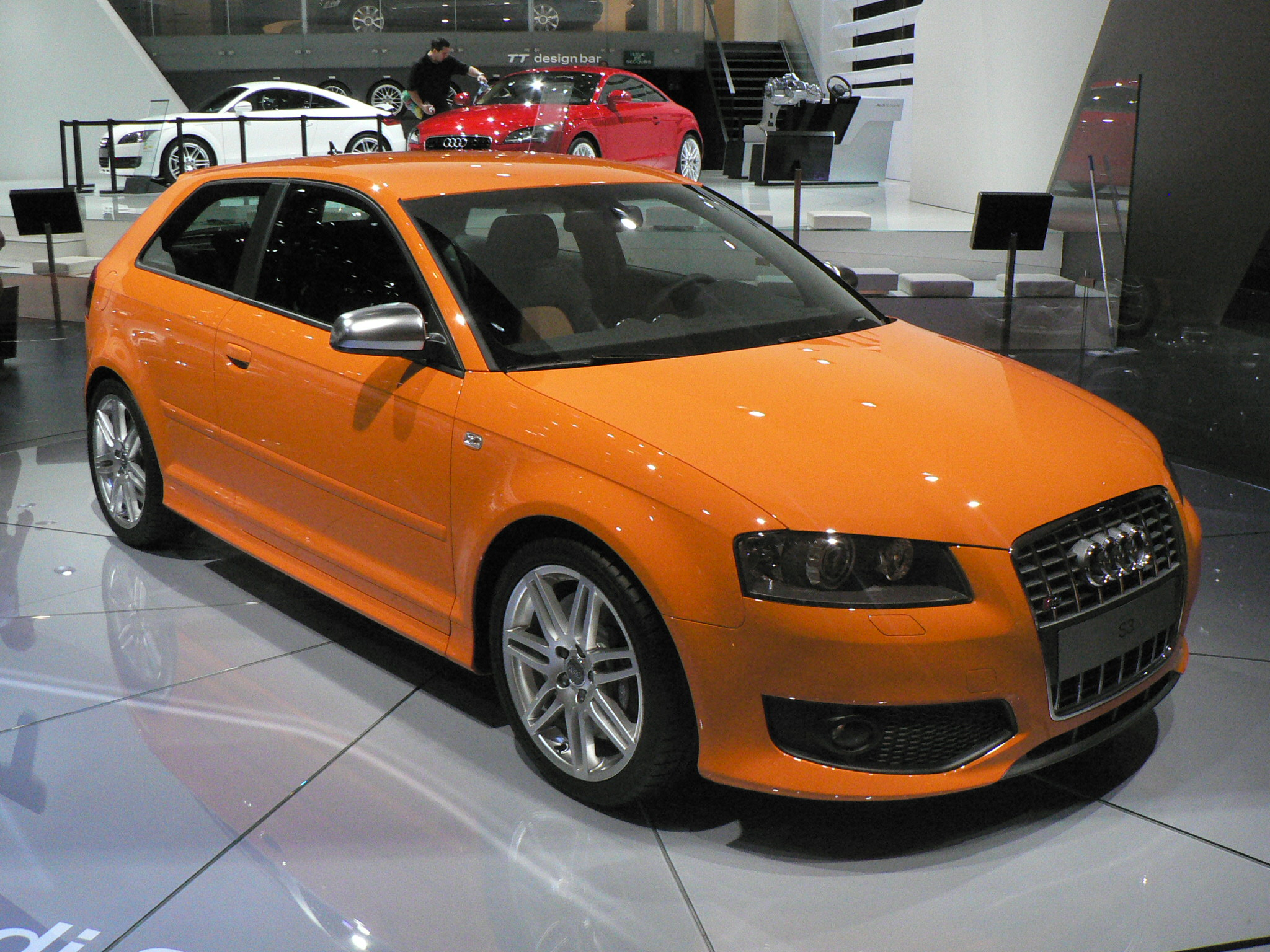

Az Audi S3 az Audi A3, alsó-középkategóriás prémium autó sportváltozata, vagy ahogy az az angol szóhasználatban elterjedt, „hot hatch”. 1999 óta gyártják, és mind az első mind a második generációs Audi A3 sportverzióját elkészítették.
Mint minden Audi S változat, ez is négykerékhajtású.

## Első generáció
Az első generációs S3 a Volkswagen A platformjára épült, csakúgy, mint az Audi A3, a VW Golf negyedik generációja, Audi TT, SEAT León és Skoda Octavia. A soros 4 hengeres motor 20 szelepes, 1,8 literes űrtartalmú turbómotor, két teljesítménylépcsővel: kapható 210 és 225 lóerős verzióban is. 1999 és 2001 között a 210 lóerős verzió volt kapható, hogy az Audi TT-nél gyengébb legyen, annak ne állítson konkurenciát. A későbbi (2001-2003 között) verzió kapható volt a változtatható szelepvezérlésű 225 lóerős verzióban is. A motor 280 Nm forgatónyomatékot képes termelni, ami 2200/min és 5500/min fordulatszám között elérhető. Ez volt az első alkalom, hogy S-szeriás Audiban négyhengeres motor kapott helyet.
Jóllehet a quattro hajtással szinkronban készítették, az S3 összkerékhajtása különbözik a többi quattrotól. A Haldex hajtás szinkronizálja az első és a hátsó tengelyek közötti sebességeket. De a leginkább elsőkerék hajtásúként működik a hajtási rendszere.
Az S3 az Egyesült Királyságban, Európában, Mexikóban és Ausztráliában volt megvásárolható, de hivatalosan nem volt megvásároltható az Amerikai Egyesült Államokban.
Az S3 2000-ben kapott egy kisebb felfrissítést, ami után az első lámpa és az indexlámpa egy búra alá került, más első kötényt kapott, és a belsőben voltak kisebb változtatások. A belsőben olyan változtatások voltak, mint például a digitális óra bevezetése a műszerfalon.

## Második generáció
A második generációs S3 a Volkswagen Csoport 2 literes turbófeltöltéses FSI motorját használja fel, 265 lóerővel (195 kW). Mint minden S modellt, az Audi a házon belüli Quattro GMbH cégnél végezte a fejlesztést az RS modellekkel szemben, amik a Cosworth Technologynál készülnek. A motort befecskendezését továbbfejlesztették, nagyobb feltöltőt és nagyobb töltőhűtőt alkalmaztak. Ennek a méretű motornak a legerősebb változata, és a quattro hajtás lehetővé teszi, hogy a 0–100 km/h gyorsulást 5.5 másodperc alatt teljesíti. A végsebessége elektronikusan van korlátva 250 km/h-nál. Az alváz rugalmasságon és a hűtőrácson változtattak, csakúgy, mint az egész külső kialakításon. Csakúgy, mint elődje, quattro kivitelben volt kapható, de az S3 nem használt Torsen központi differenciálzárat (mint más quattro modellek), ez Haldex hajtási rendszert használ az összekerékhajtáshoz.
Az Audi állítása szerint ezt a modellt nem lehet kapni az Egyesült Államokban, jóllehet kapható Mexikóban. Az indoklás szerint az Audi nem akar versenyt támasztani a VW Golf R32-nek és az Audi TT-nek, továbbá az árusítás veszteséges lehet az Észak-Amerikai piac költséghatékonysága miatt. Az Audi közlése szerint a 2009/10-es modellévben az Audi A3 felfrissítése után látnak lehetőséget az S3-asnak az Észak-Amerikai piacra való belépésre.

## Sportback
2008 áprilisában az Audi bevezette az ötajtós Sportback változatot. Mind a motor, mint az erőátvitel azonos a háromajtós változattal. A bejelentéssel egyidőben az Audi kis mértékben felfrissítette a háromajtós változat megjelenését is.